# 黄兴故居
黄兴故居坐落在中国湖南省长沙县黄兴镇杨坨村凉塘，距长沙市区东南方向10公里。故居始建于清朝同治三年（1864年）（另一说为同治元年），是一座典型的清代湖南民居。原有房间32间，今存12间。上厅左边是黄兴居室，右边正房是其父母居室，下厅正房及耳房现已经改造为陈列室，介绍黄兴生平事迹。

## 沿革
1862年（清朝同治元年），黄兴故居建立。
中华民国元勋黄兴于1874年10月25日在此出生，并一直住到1896年，共22年。当时的黄兴家在当地属于富裕家门。故居总占地面积达到2.05亩，并且还有大面积的良田。黄兴的父亲还在家设立私塾。
1903年，黄兴为了筹建华兴会，变卖了自己的祖居，当时他的继母及其他家人一同搬出。此后祖居多次易主并改造。
1981年，国务院把黄兴故居列为全省重点文物保护单位，加以修葺并对外开放。1988年，故居和长沙市岳麓区岳麓山的黄兴墓一起被公布为全国重点文物保护单位。

## 图册

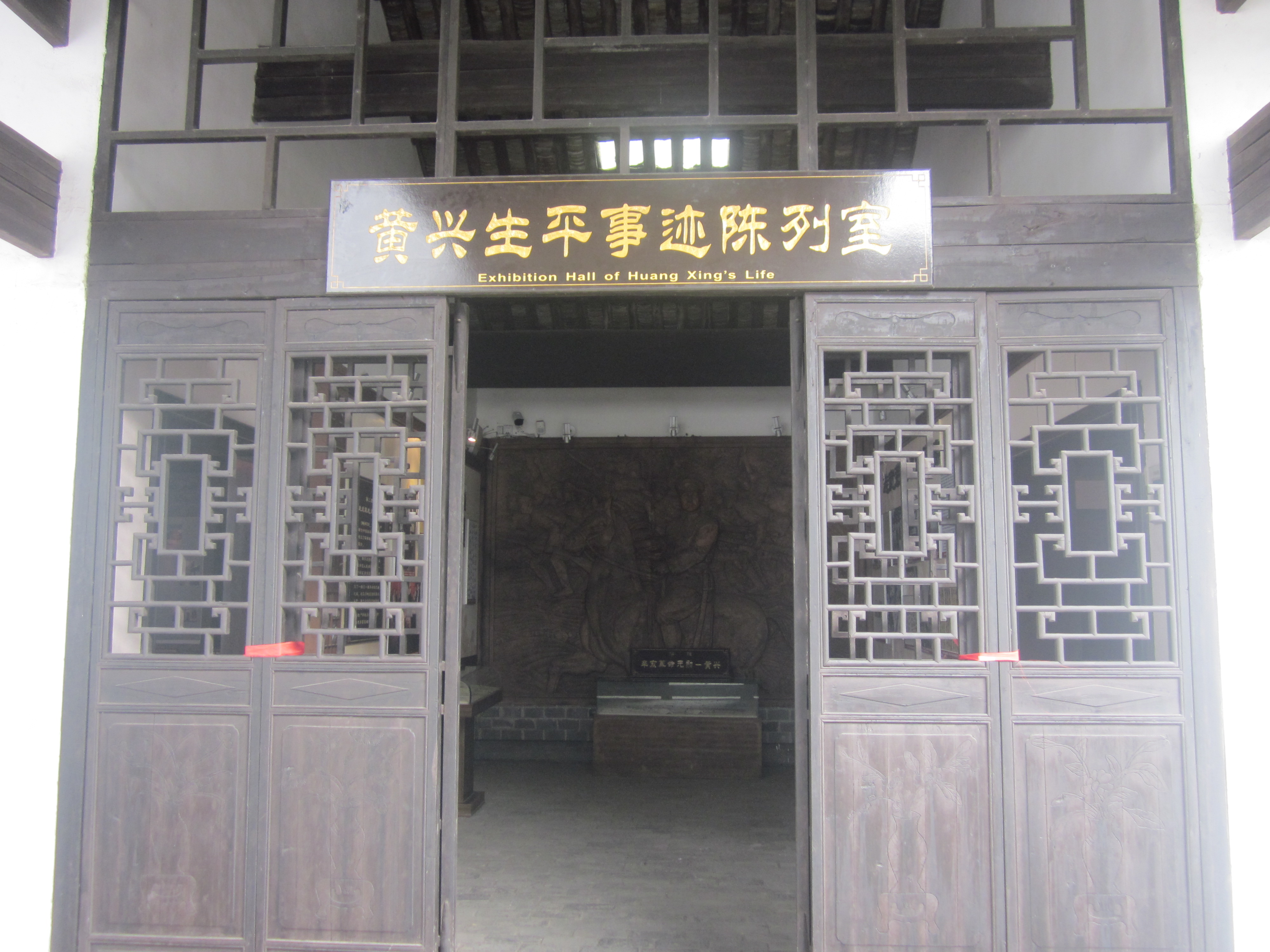
黄兴生平事迹陈列馆。
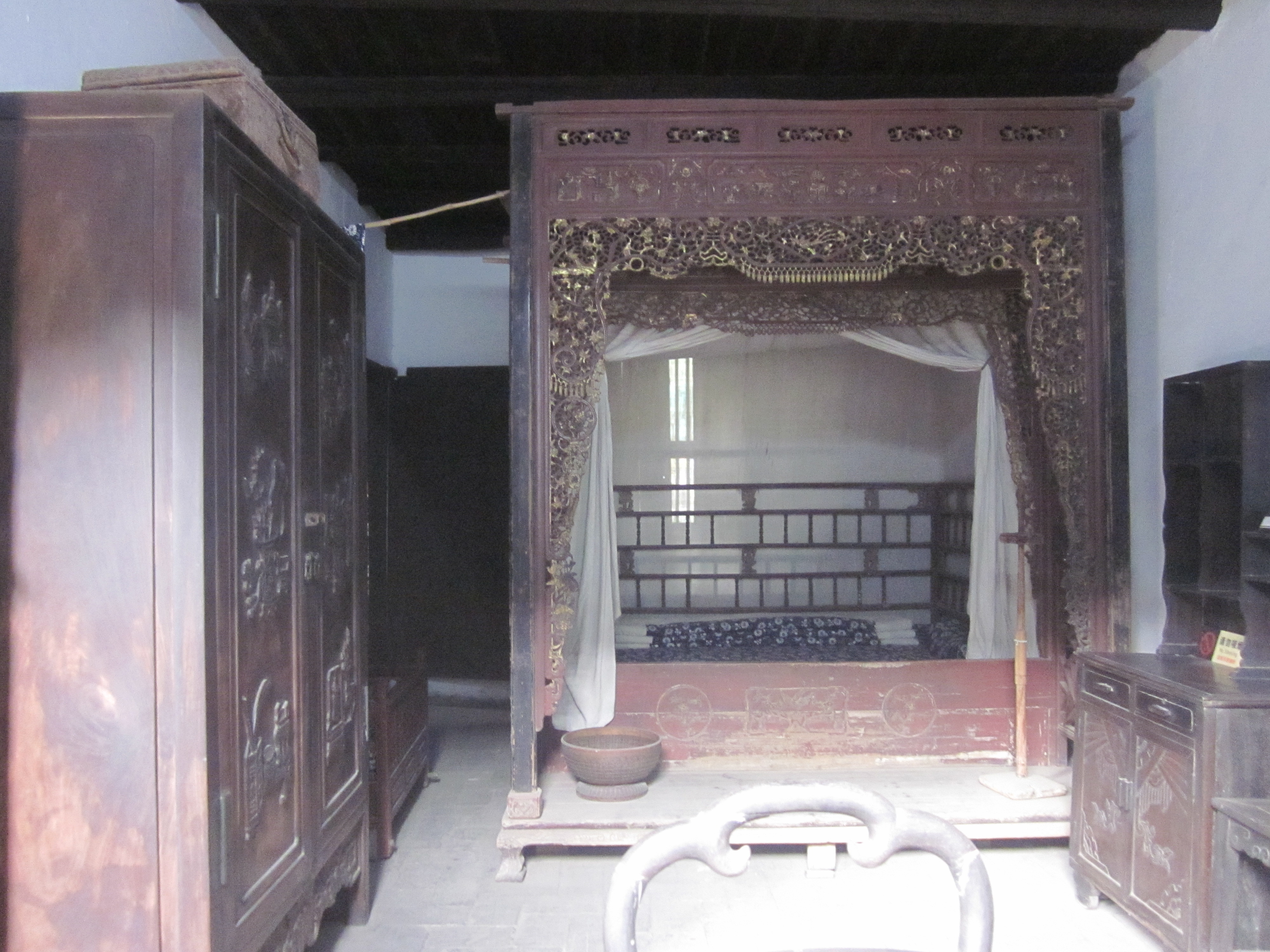
黄兴卧室。
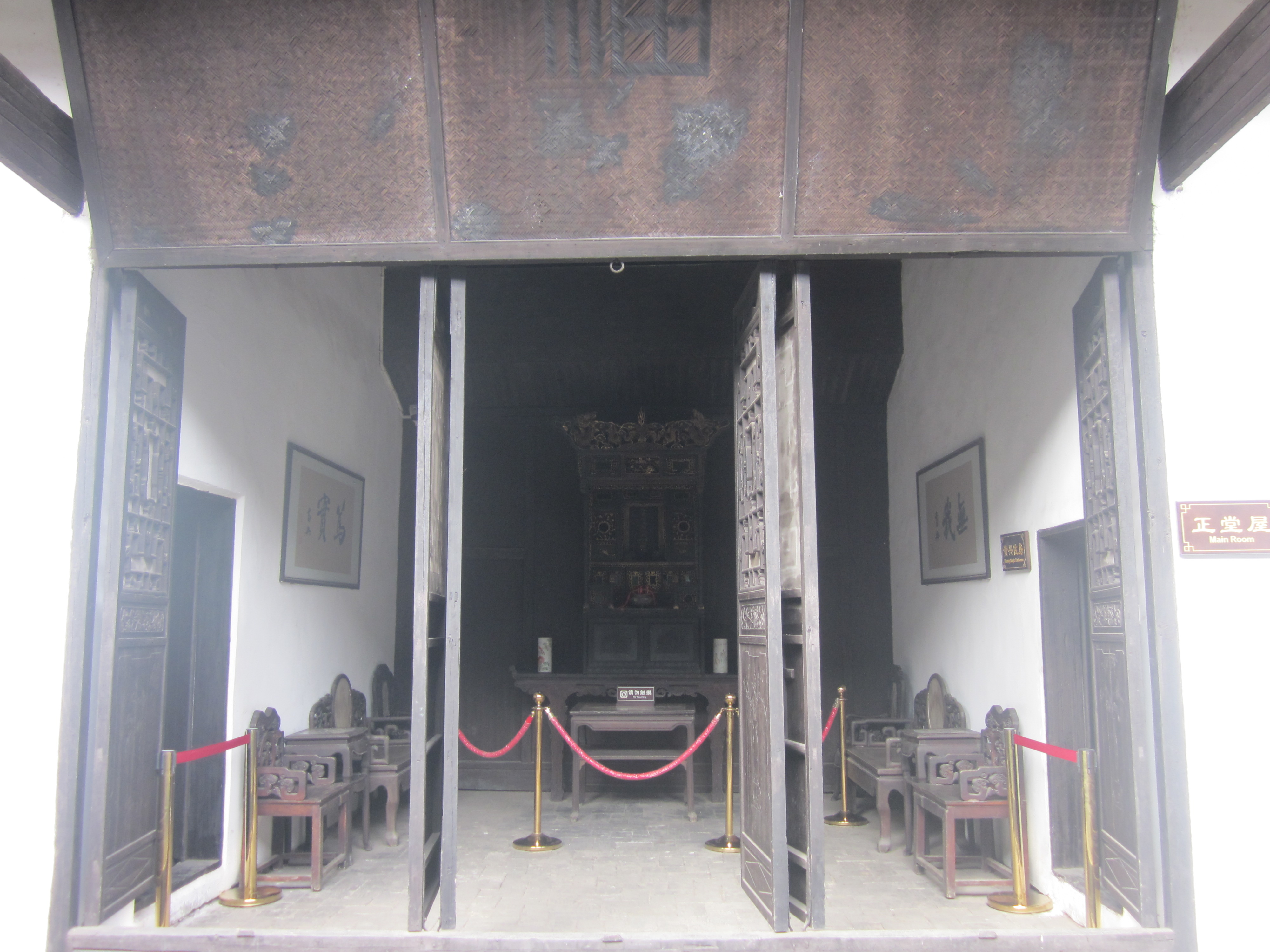
堂屋。
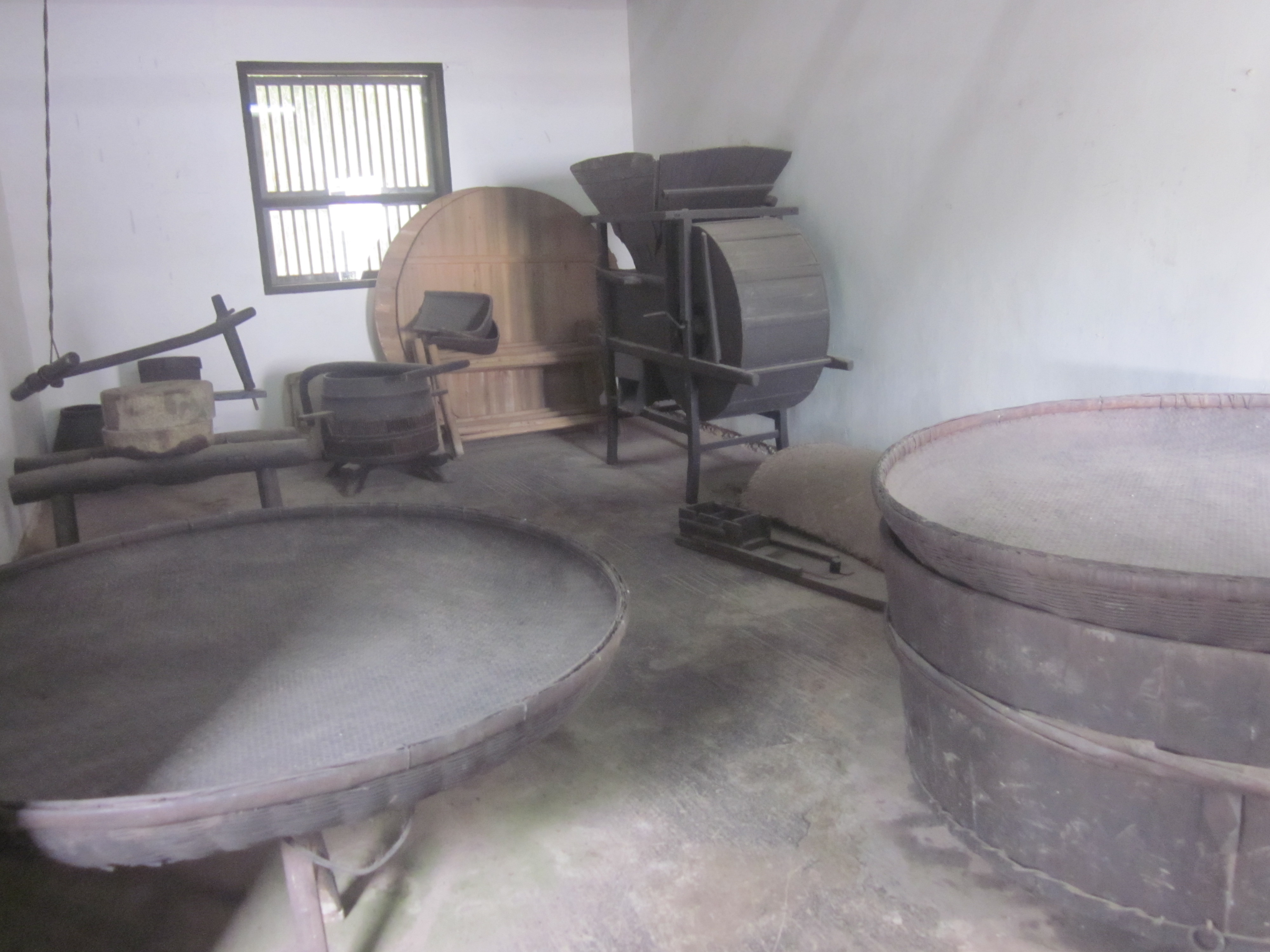
大米加工房。
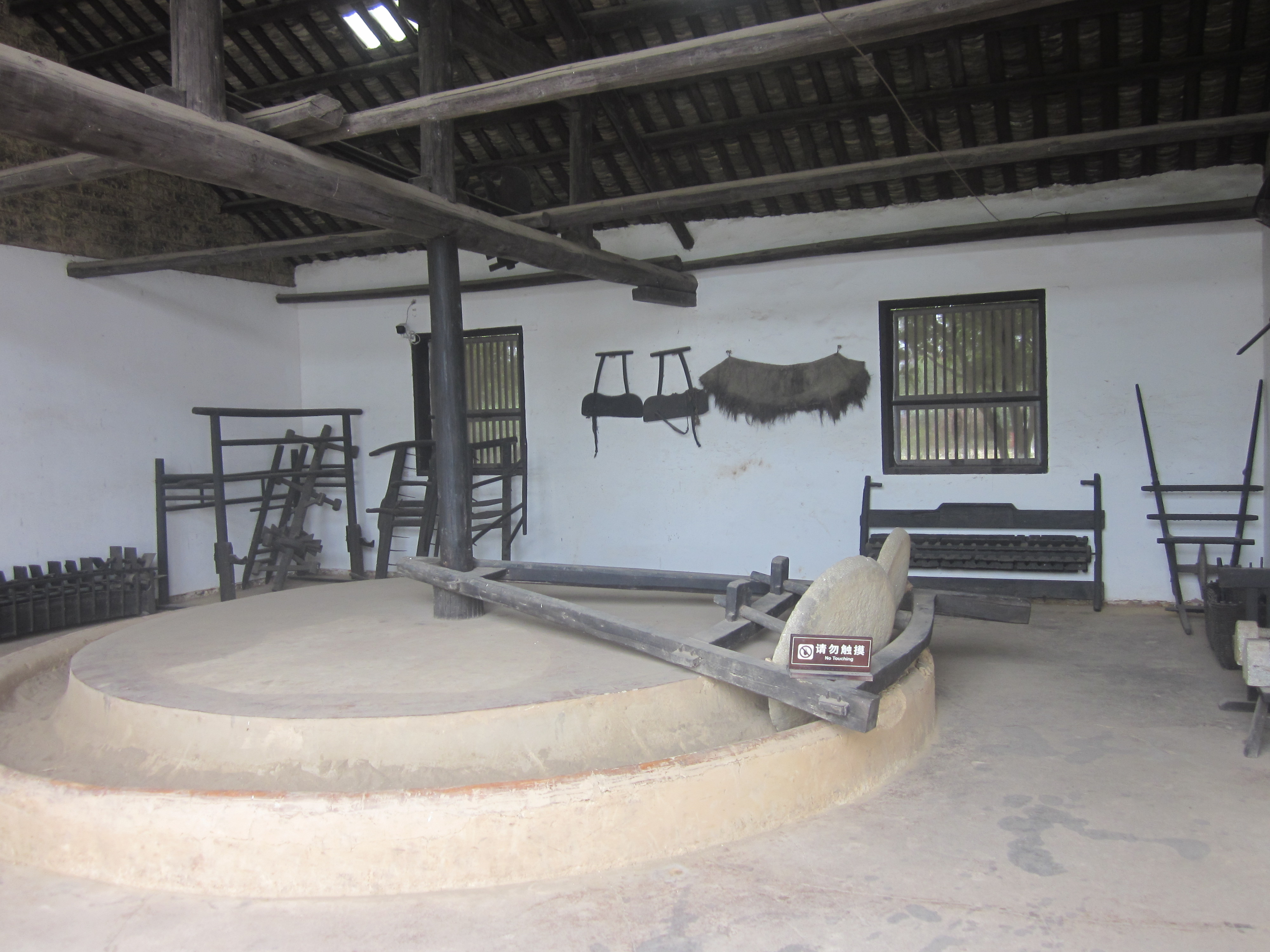
牛碾房。
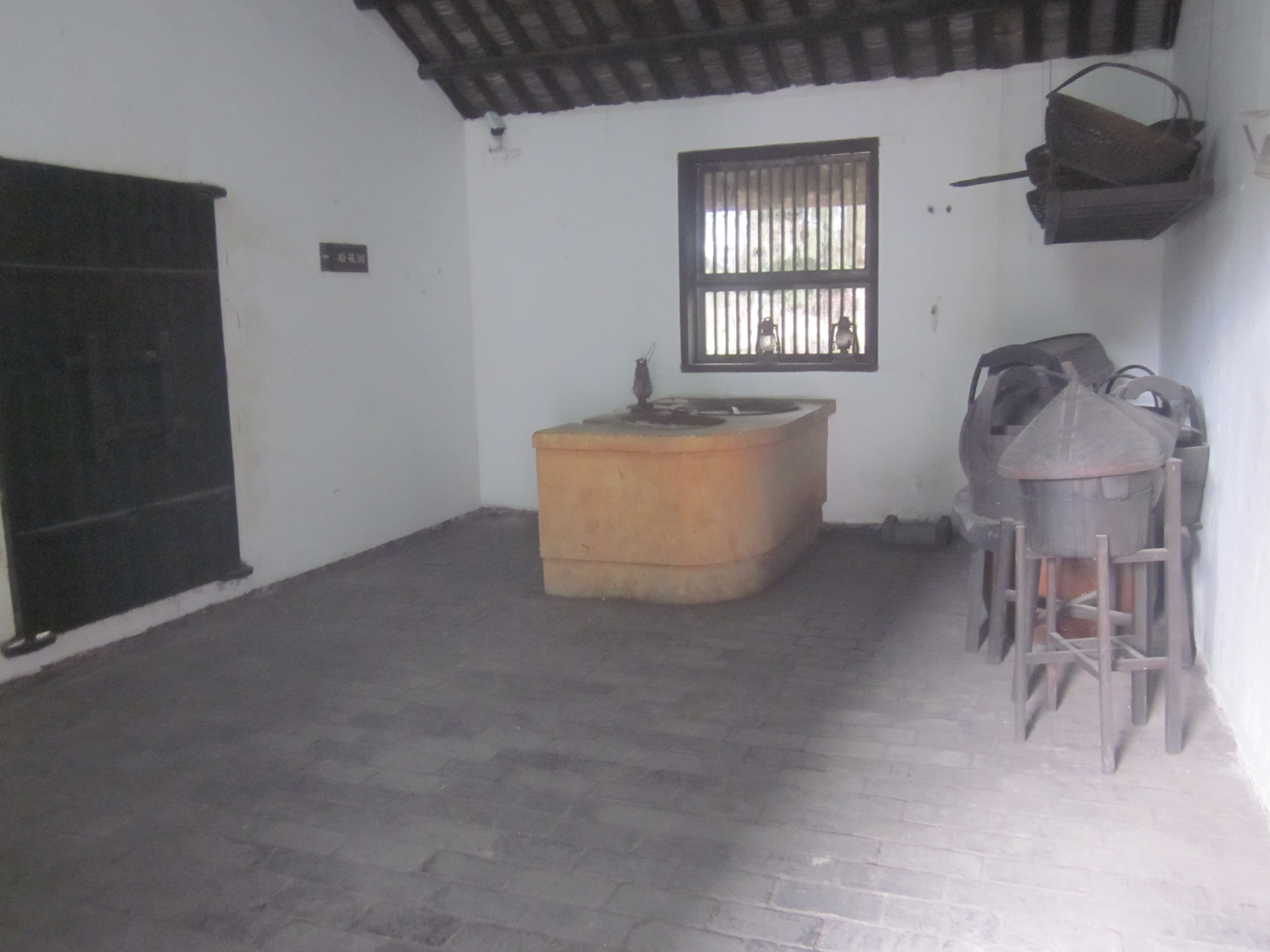
厨房。